# Danny Hoekman
Danny Hoekman (Nijmegen, 21 september 1964) is een Nederlands voormalig voetbaltrainer en voormalig voetballer.

## Loopbaan

### Speler
Hoekman kwam al sinds zijn vijfde in het Goffertstadion van de Nijmeegse club N.E.C. Hij begon in de jeugd bij VV NDT, VV SJN en SCE. In 1981 kwam hij in de jeugdopleiding van N.E.C. en in 1983 hij als debuteerde in linksbuiten. Nagenoeg een jaar na zijn debuut ging een overgang naar West Ham United niet door. Met N.E.C. speelde hij  in de Europacup II tegen SK Brann Bergen en in de tweede ronde tegen FC Barcelona. Na zijn eerste transfer in 1986 naar Roda JC speelde Hoekman bij achtereenvolgens VVV, FC Den Haag, Manchester City, Southampton FC, ADO Den Haag en sloot af bij N.E.C. Daar werd hij in 2000 verkozen in het elftal van de Eeuw. Hoekman speelde voor het Olympisch elftal en Jong Oranje. Een zware overtreding in april 1987 bezorgde Hoekman een zware blessure. Na een lange revalidatie kon hij zijn loopbaan wel hervatten, maar hij zou nooit meer zijn oude niveau halen. 

#### Statistieken
| Seizoen | Club            | Land      | Competitie     | Wed. | Goals |
| ------- | --------------- | --------- | -------------- | ---- | ----- |
| 1983/84 | N.E.C.          | Nederland | Eerste divisie | 19   | 5     |
| 1984/85 | N.E.C.          | Nederland | Eerste divisie | 30   | 7     |
| 1985/86 | N.E.C.          | Nederland | Eredivisie     | 32   | 5     |
| 1986/87 | Roda JC         | Nederland | Eredivisie     | 25   | 3     |
| 1987/88 | Roda JC         | Nederland | Eredivisie     | 0    | 0     |
| 1988/89 | VVV             | Nederland | Eredivisie     | 16   | 3     |
| 1989/90 | FC Den Haag     | Nederland | Eredivisie     | 23   | 6     |
| 1990/91 | FC Den Haag     | Nederland | Eredivisie     | 19   | 6     |
| 1991/92 | Manchester City | Engeland  | First Division | 13   | 2     |
| 1991/92 | → Southampton   | Engeland  | First Division | 3    | 1     |
| 1992/93 | ADO Den Haag    | Nederland | Eerste divisie | 24   | 6     |
| 1993/94 | N.E.C.          | Nederland | Eerste divisie | 24   | 9     |
| 1994/95 | N.E.C.          | Nederland | Eredivisie     | 15   | 3     |
| 1995/96 | N.E.C.          | Nederland | Eredivisie     | 11   | 1     |
| 1996/97 | N.E.C.          | Nederland | Eredivisie     | 1    | 0     |
| Totaal  | Totaal          | Totaal    | Totaal         | 265  | 62    |

### Trainer
Van 2005 tot 2006 was Hoekman de trainer van de Finse voetbalclub FC Hämeenlinna. Hij was ook werkzaam als trainer bij N.E.C. (in de jeugd), TOP Oss, Al-Jazira Club (Abu Dhabi), Al Nasr (Qatar) en Bonner SC (Duitsland) en Al-Ahli SC in Saoedi-Arabië.
In januari 2010 werd hij trainer bij Racing Mechelen in België. Van december 2010 tot september 2011 trainde hij Al-Mesaimeer Sports Club uit Qatar. Daarna werd hij internationaal scout en ging in Spanje wonen. Hoekman investeert en belegt in vastgoed en woont in Rojales. In 2016 was hij technisch manager van N.E.C. In het seizoen 2017 / 2018 besloot de club in overleg met Hoekman om verder te gaan als Technisch Adviseur van de directie.

## Blessure en rechtszaak
Hoekman werd aan het begin van zijn carrière beschouwd als een van de grootste talenten, die de Nederlandse voetbalclub N.E.C. ooit had voortgebracht. In april 1987 haalde keeper Jan Willem van Ede van FC Utrecht hem echter buitengewoon ruw onderuit. Dit bezorgde Hoekman een blessure waarbij zijn knie zodanig beschadigd was dat hij pas anderhalf jaar later weer aan spelen toekwam en zijn aspiraties voor het behalen van de absolute top in de kiem zag gesmoord. Een slepende civielrechtelijke procedure tegen Van Ede volgde, waarmee Hoekman zijn gemiste inkomsten probeerde terug te krijgen. Pas in 1999 was deze zaak afgerond kreeg hij gelijk. In 2009 werd uiteindelijk de hoogte van de schadevergoeding vastgesteld op 12 miljoen euro, te verhalen op FC Utrecht waar Van Ede destijds in dienst was. Het schadebedrag werd vastgesteld met de concrete belangstelling die AFC Ajax, PSV en Tottenham Hotspur toonden in Hoekman in het achterhoofd. Aangezien FC Utrecht niet het volledige bedrag kon ophoesten, kwam Hoekman uiteindelijk tot een schikking met de club van enkele miljoenen euro's. De uitspraak werd gezien als belangrijk precedent.
Over deze zaak schreef Jan de Brouwer het boek Buitenspel - Danny Hoekman, de prijs van de doodschop dat op 1 september 2009 verscheen. In het boek vertelt Hoekman zijn verhaal.